# هنری فردریک امدروز
هنری فردریک اَمِدروز (انگلیسی: Henry Frederick Amedroz؛ ۸ نوامبر ۱۸۵۵ – مارس ۱۹۱۷) خاورشناس اهل بریتانیا بود.

## زندگی‌نامه
امدروز به‌عنوان بزرگ‌ترین فرزند از میان دو پسر خانواده، در لندن زاده شد. او از سمت پدر دارای اصالت هگنوی فرانسوی بود و نسب او از طرف مادر به خانواده‌ای با نژاد ترکیبی از کشاورزان اهل گرنادا بود.
از جملهٔ کتاب‌های او می‌توان به بقایای تاریخی هلال السابی (۱۹۰۴) و تاریخ دمشق، ۲۶۳–۵۵۵ الف. ه. نوشتهٔ ابن القلانیسی (۱۹۰۸) اشاره کرد. مقاله‌هایی از او نیز در ژورنال انجمن آسیایی و همچنین در مطبوعات دانشگاهی آلمان و ایتالیا به چاپ رسید. او از ۱۹۱۲ تا ۱۹۱۵ در انجمن سلطنتی آسیایی مشغول به کار بود.
امدروز هرگز ازدواج نکرد و در مارس ۱۹۱۷ بدون هیچ فرزندی درگذشت.